# Династія Чуту
Династія Чуту — династія, що панувала на південі індостанського регіону Декан після занепаду держава Сатаваханів. Була підкорена династією Кадамба.

## Історія
За винятком едиктів Ашоки, написи Чуту є найдавнішими документами, знайденими в північній частині сучасного штату Карнатака. У тогочасних написах зустрічається назва «Чуту-кула» («родина Чуту»). Слово «чуту» мовою каннада означає «гребінь». Написи на чуту містять емблему капюшона кобри, з огляду на що чуту розшифровують як «гребінь кобри». Це пов'язує чуту з племенами нага, оскільки вони також прив'язували себе з регіоном західного Декана під назвою Нагара-Ханда.
За різними версіями династія Чуту являла собою молодшу гілка Сатаваханів, була пов'язана з останніми через шлюби з доньками правителів Сатавахана або стала спадкоємицею Сатаваханів у південному Декані. Також припускають, що чуту могло бути племенем індоскіфського (шака) походження. Це відповідає побічним історичним обставинам. Саме в I ст. н. е. Сатавахани зіткнулися з вторгненням шаків, частина з яких ймовірно проникла на вглиб субконтиненту, де підкорила племена нагів. Втім невдовзі через шлюби та дипломатію визнала владу Сатаваханів, які надали правлячому роду чуту володіння в сучасному південному Декані. За ще однією версією групу шаків-чуту переселив сатакарні Гаутаміпутра Сатавахана після перемоги 125 року над Нагапаною, царем Західних Кшатрапів. Тобто з I ст. до н. е. до I н. е. це володіння називалося Нагара-Ханда чи Нага, а після асиміляції племенами чуту, перейняло назву останніх.
Чуту брали участь у військових кампаніях Сатавахана. Один з вождів був призначений махасенапаті (військовим губернатором) до Кондапуру, а інший — до Банавасі. В подальшому розширено володіння на області Каннаду та Каннавісая (сучасний Шрісайлам в Андхра-Прадеш), що є скороченою формою Сатакарнінаду та Сатакарнівісая.
З занепадом держави Сатаваханів на початку III ст. Чуту здобувають повну незалежність. Поступово встановили зверхність над сусідніми невеличкими державами в Колхапурі (тут панувала династія Кура) і Чандраваллі (династія Садакана Махаратхі), які були закріпленими династійними шлюбами. Згодом правителі Чуту поширили свою владу на північ і схід Декану, отримали контроль над Конканом (прибережний регіон) з містами Кункаллі, Баллі і Канко, встановивши зверхність над місцевою династією Бходжів. Найбільшого піднесення держава досягла за часів Харітіпутри Чутукадананди та його онуку Харітіпутри Шивасканда-вармана.
З середини III ст. вела запеклу боротьбу з державою Паллавів. втративши зрештою регіон Каннавісая, що отримав назву Шріпарвата. З іншого боку зазнало невдач у протистоянні з Вакатаками. Після цього починається занепад Чуту. Остаточно знищено військами Кадамбів близько 345 року.

## Устрій
На чолі стояв монарх, що переважно носив різні титули. В якості васалу Сатаваханів використовував титул сатаканні, пізніше відмовилися від частини сата і використовували лише титул канні. Із здобуття самостійності переважно мали титул рано, але 2 представників династії також титул сатакарні, запозичений в династії Сатаваханів. Згідно з нумізматом Майклом Мітчінером імена правителів Чуту є матронімами, звідси Чутукуланандаса (перший відомий володар) — «син цариці з роду Чуту».

## Економіка

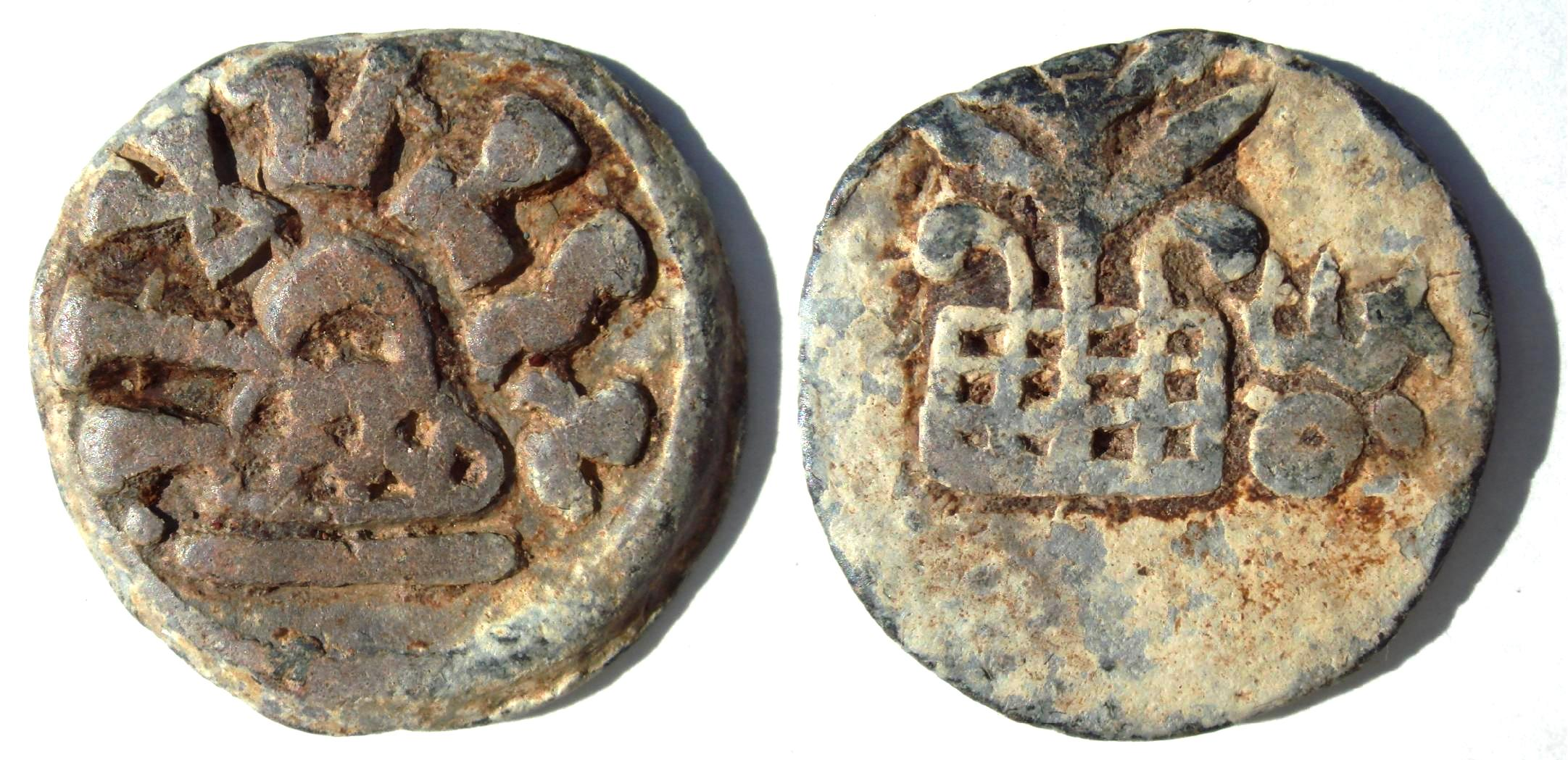
Монета часів Чуту

Основу становило землеробство, частково ремісництво і торгівля. Монети переважно карбували зі свинцю, містять легенди з імена царів. Деякі монети мають малюнки тотожні до індоскіфських монет. Наприклад, на лицьовій стороні двох свинцевих монет, знайдених у Кондапурі, зображено свастику, оточену легендою; на реверсі зображено стрілу та блискавку, які непевне походять від монет Бхумаки та Нахапани.

## Культура
Правляча династія була буддистами, але населення в значній мірі сповідувала індуїзм. Тексти державних документів та літературних творів складалися на пракриті.